# Новоуплатное
Новоуплатное (укр. Новоуплатне) — село,
Уплатновский сельский совет,
Близнюковский район,
Харьковская область, Украина.
Код КОАТУУ — 6320686507. Население по переписи 2001 г. составляет 94 (40/54 м/ж) человека.

## Географическое положение
Село Новоуплатное находится в 4-х км от села Уплатное, есть железнодорожная станция Платформа 948 км.
По селу протекает пересыхающий ручей, на котором сделаны запруды.

## История
- 1925 — дата основания.

## Экономика
- В селе была молочно-товарная ферма.